# Joe Pavelski
Joseph James Pavelski, född 11 juli 1984, är en amerikansk före detta professionell ishockeyspelare som spelade 18 säsonger i National Hockey League (NHL) för San Jose Sharks och Dallas Stars.

## Spelarkarriär

### San Jose Sharks
Pavelski valdes av Sharks i den sjunde rundan som 205:e spelare totalt i 2003 års NHL-draft och debuterade i laget säsongen 2006–07.
Under sin första säsong i junior-ligan USHL säsongen 2002–03 gjorde Pavelski 36 mål och 33 assist för totalt 69 poäng på 60 matcher, blev uttagen i ligans All Star-lag och utsedd till årets nykomling. Under sin andra säsong i ligan blev han utsedd till årets bästa juniorspelare i USA. Efter två år i USHL började Pavelski på college på University of Wisconsin och spelade i skolans ishockeylag i WSHA (Western Collegiate Hockey Association). Säsongen 2005–06 vann laget ligan och Pavelski var lagets bästa poängplockare.
14 juli 2006 meddelade San Jose Sharks via sin officiella webbplats att man skrivit kontrakt med sju spelare, däribland Pavelski. Under sin första säsong i organisationen spelade han 46 matcher i NHL och gjorde 14 mål och 14 assist, och 16 matcher i farmarlaget Worcester Sharks i AHL. Säsongen därpå etablerade han sig i NHL och spelade samtliga 82 matcher under grundserien.

### Dallas Stars
Den 1 juli 2019 skrev han som free agent på ett treårskontrakt värt 21 miljoner dollar med Dallas Stars.
Pavelski samlade på sig 1 068 poäng på 1 332 grundseriematcher med San Jose Sharks och Dallas Stars under sina år i NHL. Som mest gjorde han 81 poäng på en säsong - och det var säsongen 2021/2022. Pavelski är den spelare som gjort flest slutspelsmatcher (201) utan att vinna Stanley Cup. Han deltog i två Stanley Cup-finaler.

## Landslagskarriär
Pavelski var uttagen till OS med USA 2010 samt 2014. Han utnämndes som kapten för USA vid World Cup 2016 och kallades "Captain America".

## Statistik

### Klubbkarriär
| 2002–03    | Waterloo Black Hawks | USHL       | 60   | 36  | 33  | 69   | 32  | 7   | 5  | 7  | 12  | 8  |
| 2003–04    | Waterloo Black Hawks | USHL       | 52   | 21  | 31  | 52   | 58  | 10  | 5  | 4  | 9   | 10 |
| 2004–05    | Wisconsin Badgers    | WCHA       | 41   | 16  | 29  | 45   | 26  | —   | —  | —  | —   | —  |
| 2005–06    | Wisconsin Badgers    | WCHA       | 43   | 23  | 33  | 56   | 34  | —   | —  | —  | —   | —  |
| 2006–07    | Worcester Sharks     | AHL        | 16   | 8   | 18  | 26   | 8   | —   | —  | —  | —   | —  |
| 2006–07    | San Jose Sharks      | NHL        | 46   | 14  | 14  | 28   | 18  | 6   | 1  | 0  | 1   | 0  |
| 2007–08    | San Jose Sharks      | NHL        | 82   | 19  | 21  | 40   | 28  | 13  | 5  | 4  | 9   | 0  |
| 2008–09    | San Jose Sharks      | NHL        | 80   | 25  | 34  | 59   | 46  | 6   | 0  | 1  | 1   | 9  |
| 2009–10    | San Jose Sharks      | NHL        | 67   | 25  | 26  | 51   | 26  | 15  | 9  | 8  | 17  | 6  |
| 2010–11    | San Jose Sharks      | NHL        | 74   | 20  | 46  | 66   | 24  | 18  | 5  | 5  | 10  | 10 |
| 2011–12    | San Jose Sharks      | NHL        | 82   | 31  | 30  | 61   | 18  | 5   | 0  | 0  | 0   | 5  |
| 2012–13    | HC Dinamo Minsk      | KHL        | 17   | 7   | 7   | 14   | 10  | —   | —  | —  | —   | —  |
| 2012–13    | San Jose Sharks      | NHL        | 48   | 16  | 15  | 31   | 10  | 11  | 4  | 8  | 12  | 0  |
| 2013–14    | San Jose Sharks      | NHL        | 82   | 41  | 38  | 79   | 32  | 7   | 2  | 4  | 6   | 2  |
| 2014–15    | San Jose Sharks      | NHL        | 82   | 37  | 33  | 70   | 29  | —   | —  | —  | —   | —  |
| 2015–16    | San Jose Sharks      | NHL        | 82   | 38  | 40  | 78   | 30  | 24  | 14 | 9  | 23  | 4  |
| 2016–17    | San Jose Sharks      | NHL        | 81   | 29  | 39  | 68   | 34  | 6   | 2  | 3  | 5   | 0  |
| 2017–18    | San Jose Sharks      | NHL        | 82   | 22  | 44  | 66   | 41  | 10  | 2  | 6  | 8   | 8  |
| 2018–19    | San Jose Sharks      | NHL        | 75   | 38  | 26  | 64   | 22  | 13  | 4  | 5  | 9   | 4  |
| 2019–20    | Dallas Stars         | NHL        | 67   | 14  | 17  | 31   | 29  | 27  | 13 | 6  | 19  | 30 |
| 2020–21    | Dallas Stars         | NHL        | 56   | 25  | 26  | 51   | 16  | —   | —  | —  | —   | —  |
| 2021–22    | Dallas Stars         | NHL        | 82   | 27  | 54  | 81   | 14  | 7   | 3  | 3  | 6   | 2  |
| 2022–23    | Dallas Stars         | NHL        | 82   | 28  | 49  | 77   | 8   | 14  | 9  | 5  | 14  | 2  |
| 2023–24    | Dallas Stars         | NHL        | 82   | 27  | 40  | 67   | 20  | 19  | 1  | 3  | 4   | 2  |
| NHL totalt | NHL totalt           | NHL totalt | 1332 | 476 | 592 | 1068 | 458 | 201 | 74 | 69 | 143 | 84 |

### Internationellt
| År            | Lag           | Turnering     | Resultat      |    | Matcher | Mål | Assist | Poäng | Utv |
| ------------- | ------------- | ------------- | ------------- | -- | ------- | --- | ------ | ----- | --- |
| 2009          | USA           | VM            | 4:a           | 5  | 1       | 1   | 2      | 0     |     |
| 2010          | USA           | OS            | 2             | 6  | 0       | 3   | 3      | 4     |     |
| 2014          | USA           | OS            | 4:a           | 6  | 1       | 4   | 5      | 0     |     |
| 2016          | USA           | WCH           | 7:a           | 3  | 1       | 1   | 2      | 0     |     |
| Senior totalt | Senior totalt | Senior totalt | Senior totalt | 20 | 3       | 9   | 12     | 4     |     |